# Sorindeia gilletii
Sorindeia gilletii là một loài thực vật có hoa trong họ Đào lộn hột. Loài này được De Wild. miêu tả khoa học đầu tiên năm 1906.